# Anisodes metaspilata
Anisodes metaspilata är en fjärilsart som beskrevs av Walker 1862. Anisodes metaspilata ingår i släktet Anisodes och familjen mätare. Inga underarter finns listade i Catalogue of Life.